# Campionato FIA GT
Il Campionato FIA GT era una categoria automobilistica internazionale creata dalla FIA nel 1997 e gestita dalla Stéphane Ratel Organization (SRO del 1995), nella quale gareggiavano automobili Gran Turismo derivate da modelli di serie. Il campionato era principalmente concentrato in Europa, ma col passare del tempo ha visitato altri continenti, tra i quali l'Asia. L'ultima edizione venne disputata nel 2009, successivamente venne sostituito dalla Campionato mondiale FIA GT1.

## Caratteristiche

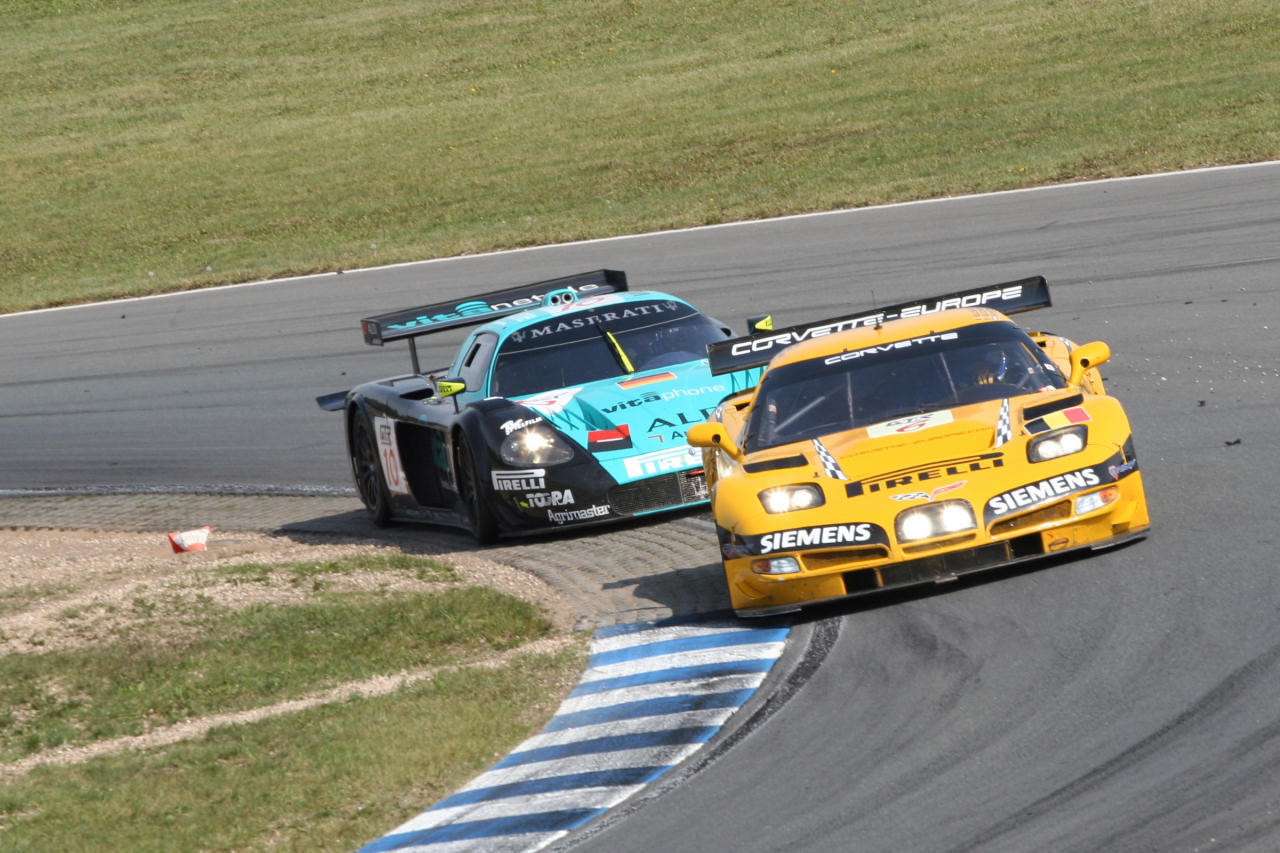
Una Corvette 5CR in lotta con una Maserati MC12

Tutte le gare del Campionato FIA GT erano di tipo endurance; nelle ultime edizioni una gara completa durava 2 ore, con le eccezioni della 24 Ore di Spa-Francorchamps e della prova di Bucarest (che si disputava su 2 manche da un'ora ciascuna). Ogni vettura veniva pilotata da una coppia di piloti che si alternavano alla guida, per regolamento nessuna casa automobilistica poteva essere impegnata direttamente nel campionato con una propria squadra ufficiale, le vetture erano, infatti, gestite da team privati.
Un'altra caratteristica è che alla vettura vincitrice veniva assegnata della zavorra che andava ad aumentare il suo peso minimo, rendendola in teoria meno competitiva sul giro in pista.
Prima del 2006, il WTCC ed il FIA GT Championship erano trasmessi da Eurosport. Ma l'emittente richiese ad SRO, l'organizzatore del campionato, di accorciare le loro gare da 3 a 2 ore, ricevendo un rifiuto; da quel momento non apparve più sul palinsesto. Ironicamente, dopo un anno SRO decise di abbassare la durata delle gare del FIA GT a 2 ore.

## Storia
Nel 1997, per incrementare l'interesse da parte di case automobilistiche come la Mercedes-Benz, Porsche e Panoz, la FIA prese il controllo della BPR Global GT Series, standardizzando la lunghezza delle gare a 500 km invece delle usuali 4 ore, liberalizzando il regolamento tecnico e lasciando le iniziative commerciali nelle mani di uno dei fondatori della BPR, Stephane Ratel, che ottenne il supporto della paneuropea Eurosport.

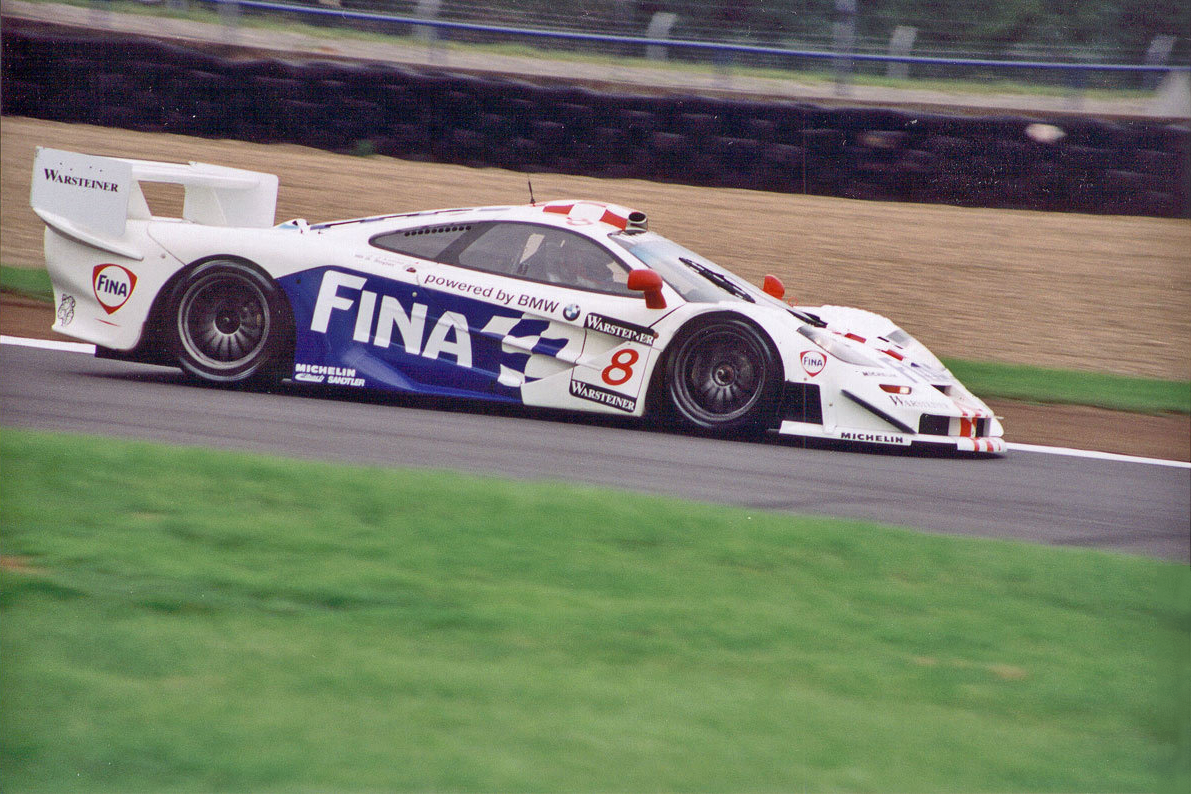
Una McLaren F1-BMW impiegata nella stagione 1997

Case automobilistiche come Mercedes-Benz, Porsche, Panoz e McLaren (in collaborazione con BMW) crearono delle nuove "omologazioni speciali", a tutto vantaggio delle nuove regole, creando delle fuoriserie con una "tiratura" di appena 25 autovetture. 
Chrysler, Lister e l'inglese Marcos, non considerando l'incremento di prezzo una cosa sostenibile, preferirono spostarsi verso la classe GT2.
Questo causò un predominio della Mercedes e le altre case automobilistiche rimaste si ritirarono alla fine della stagione 1998. Questo fece sì che la Chrysler con la Viper divenisse l'auto da battere, comunque la Porsche 993 GT2 e la Lister Storm correvano ancora garantendo un certo livello nella competizione.
Tuttavia, non esistevano classi dove potessero cimentarsi piloti amatoriali, e proprio questo portò alla creazione della N-GT nel 2000.
Nella nuova categoria si imposero Porsche e Ferrari, ma i costi contenuti permisero a entrambe le classi di bilanciare le entrate con le uscite. Per incrementare il prestigio del campionato, la SRO aggiunse la 24 Ore di Spa, che divenne la corsa più importante di tutto il Campionato FIA GT.
Alla fine della stagione 2004, la FIA rinominò le classi GT1 e GT2, liberalizzando in parte il regolamento della GT1, includendo le "supercar".
Appena emanate queste nuove regole, create per poter far gareggiare la Saleen S7R, il più grande beneficiario di questa proposta fu la Maserati con la sua MC12.
Venne anche introdotta una sorta di penalità che implicava l'aggiunta di zavorra nella vettura prima classificata durante le qualifiche.
Comunque, grazie a questo "sistema di penalità", la lotta per la vetta della classifica si fece più serrata ed il livello della competizione rimase elevato grazie anche a "gentleman drivers", alcuni dei quali provenienti dalla Formula 1.
Per il 2010 la SRO decise di sostituire il FIA GT con un campionato mondiale riservato alle sole vetture GT1 (FIA GT1 World Championship) e con un campionato europeo GT2 (FIA GT2 European Championship). Quest'ultimo è stato cancellato dalla stessa SRO per via di una "entry list" non soddisfacente (poche vetture iscritte al campionato) e si è disputata solo la 24 Ore di Spa (valevole per il FIA GT2 European Cup).

## Regolamento tecnico
La FIA definiva e definisce una macchina GT come:

[...]un'automobile aperta o chiusa che disponga di non più di una porta ogni lato ed un minimo di due posti situati uno su ogni lato della linea centro-longitudinale della stessa; questi due sedili devono essere attraversati dallo stesso piano trasversale. Questa automobile deve essere abilitata all'uso, perfettamente legale, su strade aperte ma adattata alle gare in circuito o corsi chiusi.
Ogni anno si assegnavano i premi per il miglior guidatore, il miglior team e la miglior casa costruttrice in base ai punti conquistati nelle gare in pista.
Negli ultimi anni in cui si è disputato il FIA GT facevano parte della categoria due classi di vetture: la GT1 e la GT2, entrambe basate su modelli di vetture in produzione nella quantità minima di 25 esemplari. Erano consentite notevoli modifiche sia estetiche (meno evidenti) che componentistiche e motoristiche, tuttavia le GT1 ammettevano uso di materiali più leggeri, migliorie aerodinamiche, freni maggiorati, ruote più grandi e motori con cubatura maggiore, sempre entro certi limiti imposti.
Per la stagione 2006, la FIA creò una nuova classe, denominata GT3. Le vetture GT3 sono spesso molto vicine alla loro controparte "da strada", con l'aggiunta dell'essenziale per poter correre in pista (gabbie di acciaio, interni minimi, serbatoi specifici per il carburante...etc). Marche prestigiose come Aston Martin, Chevrolet Corvette, Dodge, Lamborghini, Audi, BMW e Ford prendono attualmente parte al Campionato FIA GT3.

## Le classi
Nel 2009 (l'ultimo anno in cui si è disputato il Campionato FIA GT) la serie si divideva in due classi principali di autovetture: la GT1 e la GT2. In passato erano state usate per identificarle anche altre denominazioni come GT o N-GT.

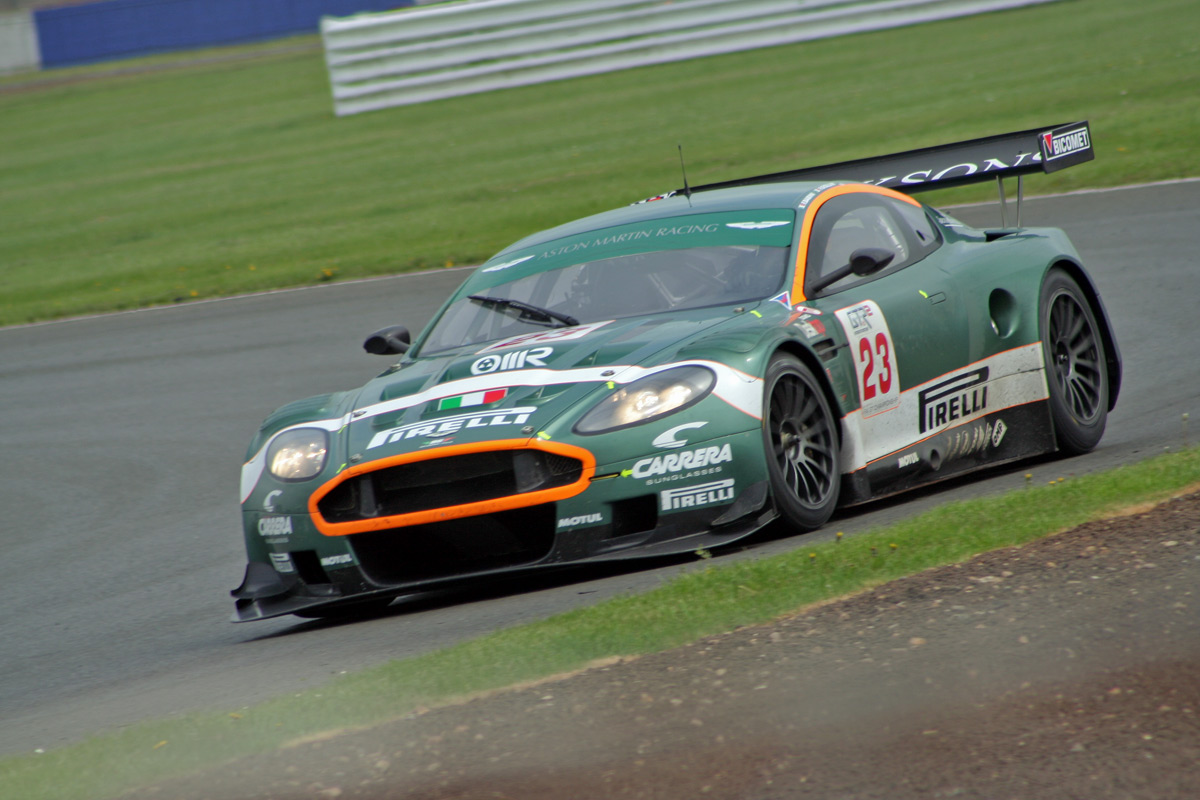
Una Aston Martin DBR9 di classe GT1

### GT1 (Gran Turismo 1)
I motori, di cilindrata massima di 8.000 cm³ se aspirati e 4.000 cm³ per i sovralimentati, raggiungevano potenze nell'ordine dei 600 CV, il corpo vettura aveva un peso minimo di 1.100 kg. Pesanti modifiche erano effettuabili al modello di base. Ecco l'elenco delle più importanti vetture partecipanti nelle ultime edizioni:

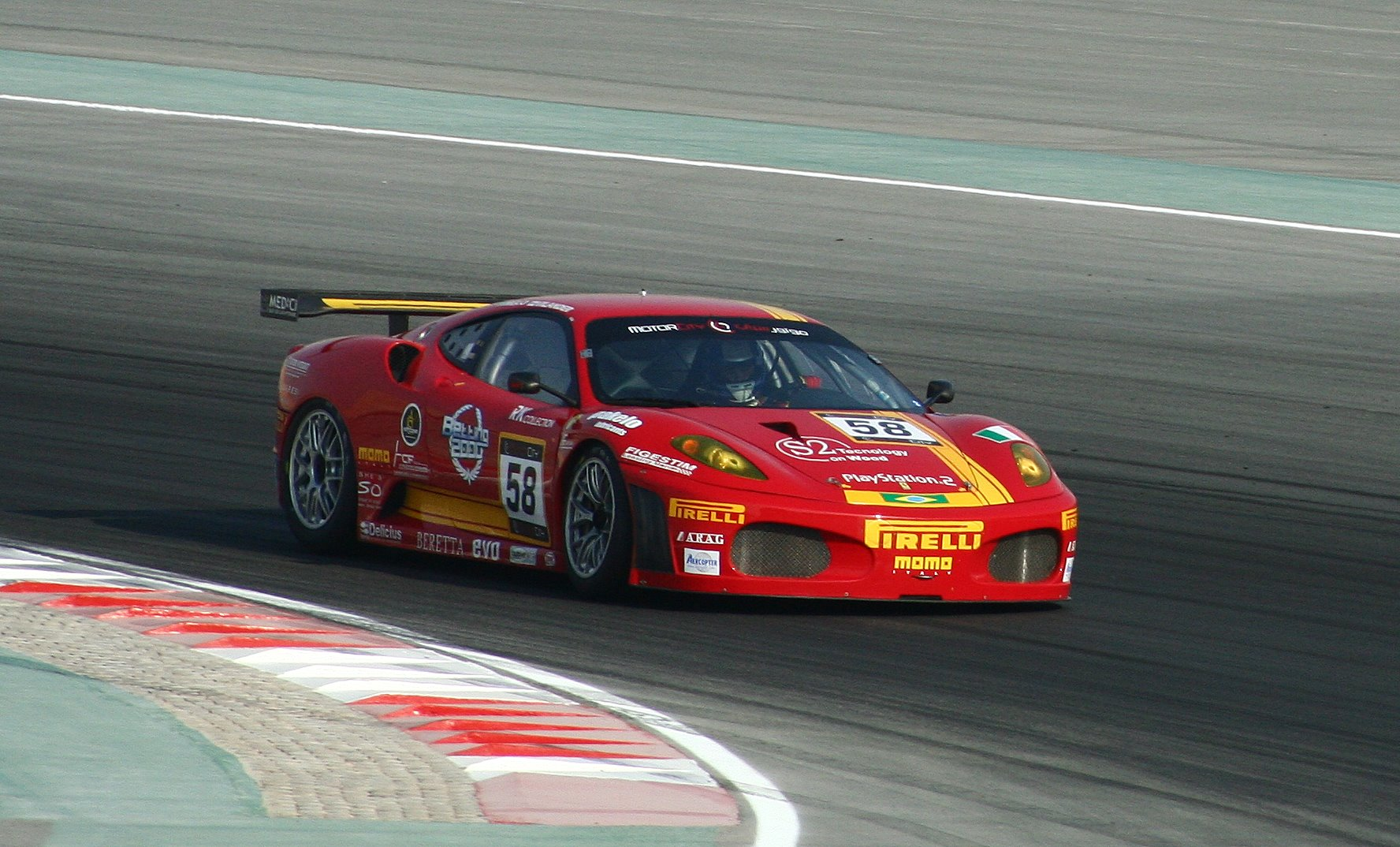
Una Ferrari F430

- Maserati MC12
- Corvette C6.R
- Corvette C5.R
- Aston Martin DBR9
- Lamborghini Murciélago R-GT
- Ferrari 575 GTC
- Ferrari 550 GTS-R
- Saleen S7R

### GT2 (Gran Turismo 2)
Meno potenti delle GT1, con motori limitati a 450-500 CV al massimo, le GT2 mantenevano un peso minimo di 1.100 kg; il colore dei fari era giallo per distinguerle dalle GT1 durante le corse. A differenza delle GT1, le possibilità di modifiche alle macchine di serie erano più ristrette. Ecco l'elenco delle vetture partecipanti nelle ultime edizioni:
- Ferrari F430 GTC
- Porsche 997 GT3 RSR
- Aston Martin V8 Vantage GT2

## Albo d'oro dei vincitori
| Anno | Titolo  | GT1                                               | GT2                                         |
| ---- | ------- | ------------------------------------------------- | ------------------------------------------- |
| 1997 | Piloti  | Bernd Schneider                                   | Justin Bell                                 |
| 1997 | Squadra | Mercedes-AMG - Mercedes-Benz CLK-GTR              | Oreca - Chrysler Viper GTS-R                |
| 1998 | Piloti  | Klaus Ludwig Ricardo Zonta                        | Olivier Beretta Pedro Lamy                  |
| 1998 | Squadra | Mercedes-AMG - Mercedes-Benz CLK-LM               | Oreca - Chrysler Viper GTS-R                |
|      |         | GT*                                               |                                             |
| 1999 | Piloti  | Olivier Beretta Karl Wendlinger                   | Olivier Beretta Karl Wendlinger             |
| 1999 | Squadra | Oreca - Chrysler Viper GTS-R                      | Oreca - Chrysler Viper GTS-R                |
|      |         | GT                                                | N-GT                                        |
| 2000 | Piloti  | Julian Bailey Jamie Campbell-Walter               | Christophe Bouchut Patrice Goueslard        |
| 2000 | Squadra | Lister Racing - Lister Storm                      | Larbre Compétition - Porsche 911 GT3 R      |
| 2001 | Piloti  | Christophe Bouchut Jean-Philippe Belloc           | Christian Pescatori David Terrien           |
| 2001 | Squadra | Larbre Compétition - Chrysler Viper GTS-R         | JMB Racing - Ferrari 360 Modena N-GT        |
| 2002 | Piloti  | Christophe Bouchut                                | Stéphane Ortelli                            |
| 2002 | Squadra | Larbre Compétition - Chrysler Viper GTS-R         | Freisinger Motorsport - Porsche 911 GT3 RS  |
| 2003 | Piloti  | Thomas Biagi Matteo Bobbi                         | Stéphane Ortelli Marc Lieb                  |
| 2003 | Squadra | BMS Scuderia Italia - Ferrari 550 Maranello GTS-R | Freisinger Motorsport - Porsche 911 GT3 RSR |
| 2004 | Piloti  | Fabrizio Gollin Luca Cappellari                   | Sascha Maassen Lucas Luhr                   |
| 2004 | Squadra | BMS Scuderia Italia - Ferrari 550 Maranello GTS-R | Freisinger Motorsport - Porsche 911 GT3 RSR |
|      |         | GT1                                               | GT2                                         |
| 2005 | Piloti  | Gabriele Gardel                                   | Marc Lieb Mike Rockenfeller                 |
| 2005 | Squadra | Vitaphone Racing - Maserati MC12                  | Gruppe M - Porsche 911 GT3 RSR              |
| 2006 | Piloti  | Michael Bartels Andrea Bertolini                  | Jaime Melo                                  |
| 2006 | Squadra | Vitaphone Racing - Maserati MC12                  | AF Corse - Ferrari F430 GTC                 |
| 2007 | Piloti  | Thomas Biagi                                      | Dirk Müller Toni Vilander                   |
| 2007 | Squadra | Vitaphone Racing - Maserati MC12                  | AF Corse - Ferrari F430 GTC                 |
| 2008 | Piloti  | Michael Bartels Andrea Bertolini                  | Gianmaria Bruni Toni Vilander               |
| 2008 | Squadra | Vitaphone Racing - Maserati MC12                  | AF Corse - Ferrari F430 GTC                 |
| 2009 | Piloti  | Michael Bartels Andrea Bertolini                  | Richard Westbrook                           |
| 2009 | Squadra | Vitaphone Racing - Maserati MC12                  | AF Corse - Ferrari F430 GTC                 |

### Piloti
| Titoli | Pilota                | Anni                               |
| ------ | --------------------- | ---------------------------------- |
| 3      | Christophe Bouchut    | 2000 (N-GT), 2001 (GT), 2002 (GT)  |
| 3      | Michael Bartels       | 2006 (GT1), 2008 (GT1), 2009 (GT1) |
| 3      | Andrea Bertolini      | 2006 (GT1), 2008 (GT1), 2009 (GT1) |
| 2      | Olivier Beretta       | 1998 (GT2), 1999 (GT)              |
| 2      | Stéphane Ortelli      | 2002 (N-GT), 2003 (N-GT)           |
| 2      | Thomas Biagi          | 2003 (GT), 2007 (GT1)              |
| 2      | Marc Lieb             | 2003 (N-GT), 2005 (GT2)            |
| 2      | Toni Vilander         | 2007 (GT2), 2008 (GT2)             |
| 1      | Bernd Schneider       | 1997 (GT1)                         |
| 1      | Justin Bell           | 1997 (GT2)                         |
| 1      | Klaus Ludwig          | 1998 (GT1)                         |
| 1      | Ricardo Zonta         | 1998 (GT1)                         |
| 1      | Pedro Lamy            | 1998 (GT2)                         |
| 1      | Karl Wendlinger       | 1999 (GT)                          |
| 1      | Julian Bailey         | 2000 (GT)                          |
| 1      | Jamie Campbell-Walter | 2000 (GT)                          |
| 1      | Patrice Goueslard     | 2000 (N-GT)                        |
| 1      | Jean-Philippe Belloc  | 2001 (GT)                          |
| 1      | Christian Pescatori   | 2001 (N-GT)                        |
| 1      | David Terrien         | 2001 (N-GT)                        |
| 1      | Matteo Bobbi          | 2003 (GT)                          |
| 1      | Fabrizio Gollin       | 2004 (GT)                          |
| 1      | Luca Cappellari       | 2004 (GT)                          |
| 1      | Sascha Maassen        | 2004 (N-GT)                        |
| 1      | Lucas Luhr            | 2004 (N-GT)                        |
| 1      | Gabriel Gardel        | 2005 (GT1)                         |
| 1      | Mike Rockenfeller     | 2005 (GT2)                         |
| 1      | Jaime Melo            | 2006 (GT2)                         |
| 1      | Dirk Müller           | 2007 (GT2)                         |
| 1      | Gianmaria Bruni       | 2008 (GT2)                         |
| 1      | Richard Westbrook     | 2009 (GT2)                         |

### Scuderie
| Titoli | Scuderia              | Anni                                                       |
| ------ | --------------------- | ---------------------------------------------------------- |
| 5      | Vitaphone Racing      | 2005 (GT1), 2006 (GT1), 2007 (GT1), 2008 (GT1), 2009 (GT1) |
| 4      | AF Corse              | 2006 (GT2), 2007 (GT2), 2008 (GT2), 2009 (GT2)             |
| 3      | Oreca                 | 1997 (GT2), 1998 (GT2), 1999 (GT)                          |
| 3      | Larbre Compétition    | 2000 (N-GT), 2001 (GT), 2002 (GT)                          |
| 3      | Freisinger Motorsport | 2002 (N-GT), 2003 (N-GT), 2004 (N-GT)                      |
| 2      | Mercedes-AMG          | 1997 (GT1), 1998 (GT1)                                     |
| 2      | BMS Scuderia Italia   | 2003 (GT), 2004 (GT)                                       |
| 1      | Lister Racing         | 2000 (GT)                                                  |
| 1      | JMB Racing            | 2001 (N-GT)                                                |
| 1      | Gruppe M              | 2005 (GT2)                                                 |

### Costruttori
| Titoli | Costruttore   | Anni                                                                              |
| ------ | ------------- | --------------------------------------------------------------------------------- |
| 7      | Ferrari       | 2001 (N-GT), 2003 (GT), 2004 (GT), 2006 (GT2), 2007 (GT2), 2008 (GT2), 2009 (GT2) |
| 5      | Chrysler      | 1997 (GT2), 1998 (GT2), 1999 (GT), 2001 (GT), 2002 (GT)                           |
| 5      | Porsche       | 2000 (N-GT), 2002 (N-GT), 2003 (N-GT), 2004 (N-GT), 2005 (GT2)                    |
| 5      | Maserati      | 2005 (GT1), 2006 (GT1), 2007 (GT1), 2008 (GT1), 2009 (GT1)                        |
| 2      | Mercedes-Benz | 1997 (GT1), 1998 (GT1)                                                            |
| 1      | Lister        | 2000 (GT)                                                                         |